# Bessel-féle korrekció
A Bessel-féle korrekció Friedrich Bessel német matematikusról elnevezett statisztikai fogalom, ami azt jelenti, hogy a minta varianciájának (és szórásának) kiszámolásához használt képletben a minta elemszáma, azaz n helyett n–1 szerepel a nevezőben. A Bessel-féle korrekciós faktor pedig maga az n/(n-1) tényező, amellyel a törtet meg kell szorozni, hogy a nevezőbe n helyett n–1 kerüljön. A korrekció megszünteti az alapsokaság (populáció) varianciájára, és részben megszünteti a szórására tett becslés torzítását. Ennek oka, hogy ha a minta alapján úgy végzünk becslést az alapsokaság varianciájára és szórására, hogy a populáció várható értéke ismeretlen, akkor a mintából számolt variancia torzít, szisztematikusan alábecsli az alapsokaság varianciáját. A korrekciónak az az ára, hogy a torzítatlan becslésnek nagyobb az átlagos négyzetes hibája, mint a torzítottnak.
Lényeges részlet, hogy míg a Bessel-féle korrekcióval számolt mintavariancia torzítatlanul becsli az alapsokaság varianciáját, addig négyzetgyöke, a minta szórása torzított becslést ad az alapsokaság szórására. Mivel a négyzetgyökfüggvény konkáv, ezért – a Jensen-egyenlőtlenségből következően – a minta szórása alábecsli az alapsokaság szórását. Nincs általános képlet az alapsokaság szórásának torzítatlan becslésére, de az egyes eloszlásokra (például normális eloszlású változóra) megadhatók egyedi korrekciós faktorok.